# リーヴァイ・リンカーン・ジュニア
リーヴァイ・リンカーン・ジュニア（Levi Lincoln, Jr., 1782年10月25日 - 1868年5月29日）は、アメリカ合衆国の弁護士、政治家。マサチューセッツ州上院議員、マサチューセッツ州下院議員、マサチューセッツ州副知事、マサチューセッツ州知事、およびアメリカ合衆国下院議員を務めた。

## 生涯
1782年10月25日、リンカーンはマサチューセッツ州ウースターにおいて、リーヴァイ・リンカーン・シニアとマーサ・ウォルド (Martha Waldo, 1761-1828) の長子として誕生した。リンカーンはマサチューセッツ州レスターのレスター・アカデミーで学び、1802年にハーバード大学を卒業した。その後リンカーンは法律を学び、1805年に弁護士として認可を受けウースター市内で弁護士業を開業した。
リンカーンはウースター市の代表として1812年から1813年までマサチューセッツ州上院議員を、1814年から1822年までマサチューセッツ州下院議員を務めた。1822年には下院議長も務めた。リンカーンは州議会において連邦党の政策や米英戦争に反対した。またリンカーンは1820年にマサチューセッツ州憲法制定会議の代表も務めた。
1823年、リンカーンはマサチューセッツ州副知事に選出された。1824年、リンカーンはマサチューセッツ州最高裁判所の陪席裁判官に任命された。1825年、リンカーンはマサチューセッツ州知事選挙に共和党から立候補し、勝利した。リンカーンは1834年まで9期9年の間、州知事を務めた。1834年の10選目の選挙は辞退した。リンカーンはマサチューセッツ州知事に就任直後、チャールズ・ストリートの橋を無料化することに反対し、有料橋とした。またリンカーンは1831年に、州知事選挙の実施時期を2月から11月に移動した。
1835年、リンカーンはジョン・デイヴィス辞任に伴うアメリカ合衆国下院議員の補欠選挙で勝利し、下院議員となった。リンカーンは1841年に辞任するまで下院議員を務め、ホイッグ党に参加した。リンカーンは下院の公共土地建物委員会で委員長を務めた。リンカーンは下院議員退任後、ウィリアム・ハリソン大統領の任命でボストン港の徴税官を1841年から1843年まで務めた。リンカーンは1844年から1845年までマサチューセッツ州上院議員を再び務め、1845年には上院議長も務めた。
1848年、リンカーンは故郷ウースターで初代市長に選出され、帰郷した。1864年、リンカーンは大統領選挙人となり、共和党に投票した。そして1868年5月29日、リンカーンはマサチューセッツ州ウースターで死去した。リンカーンの遺体はウースター市内のルーラル墓地に埋葬された。

## 家族
1807年9月6日、リンカーンはマサチューセッツ州ウースターにおいて、ペネロープ・ウィンズロウ・シーヴァー (Penelope Winslow Seaver, 1786-1872) と結婚した。ふたりの間には以下の子供が生まれた。
- サラ・ウォレン・リンカーン (Sarah Warren Lincoln, 1808-1808)
- リーヴァイ・リンカーン (Levi Lincoln, 1810-1845)
- ウィリアム・シーヴァー・リンカーン (William Sever Lincoln, 1811-1869)
- ダニエル・ウォルド・リンカーン(Daniel Waldo Lincoln, 1813-1880)
- ペネロープ・シーヴァー・リンカーン(Penelope Sever Lincoln, 1815-1904)
- ジョージ・リンカーン (George Lincoln, 1816-????)
- アン・ウォレン・リンカーン (Anne Warren Lincoln, 1818-1846)
- ジョン・ウォルド・リンカーン (John Waldo Lincoln, 1820-????)